# Barahona
Santa Cruz de Barahona ist die größte Stadt der Provinz Barahona im Süden der Dominikanischen Republik mit 132.600 Einwohnern. Sie zeichnet sich besonders durch ihren Ökotourismus aus. Daneben existiert die traditionelle Anpflanzung und Verarbeitung von Zuckerrohr.
Barahona ist seit 1976 Sitz des römisch-katholischen Bistums Barahona. Hauptkirche ist die Kathedrale Nuestra Señora del Rosario (Unsere Liebe Frau vom Rosenkranz).

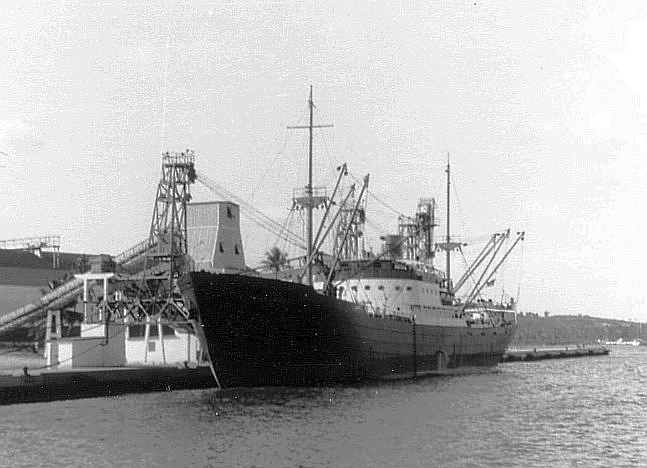
Der deutsche Frachter MS Vogelsberg beim Laden von Zucker in Barahona, 1959

## Geographie

### Lage
Barahona liegt an der Südwestküste der größeren Bucht Bahia de Neiba des Karibischen Meeres etwa fünf Kilometer südlich der Mündung des Flusses Río Yaque del Sur im Südwesten des Landes. Die Stadt ist 204 Straßenkilometer von der Hauptstadt Santo Domingo entfernt. 

### Klima
Das Klima ist ein Tropisches Savannenklima mit Monatsmitteltemperaturen durchweg über 18 °C. Es gibt zwei Regenzeiten im Mai/Juni sowie September/Oktober, unterbrochen durch einen deutlich trockeneren Sommer, bedingt durch das Azorenhoch, sowie einen trockenen Winter. Die Jahresdurchschnittstemperatur beträgt 27,0 °C bei einer Jahresniederschlagssumme von 1019 Litern. Die Jahressumme an Sonnenschein beträgt 3207 Stunden. Die Klimaklassifikation nach Köppen und Geiger lautet Aw.
|                       | Jan  | Feb  | Mär  | Apr  | Mai   | Jun   | Jul  | Aug  | Sep   | Okt   | Nov  | Dez  |   |         |
| Mittl. Tagesmax. (°C) | 29,3 | 29,2 | 29,5 | 30,0 | 30,3  | 30,7  | 31,7 | 31,9 | 31,5  | 30,7  | 30,6 | 29,8 | ⌀ | 30,4    |
| Mittl. Tagesmin. (°C) | 20,3 | 20,7 | 21,6 | 22,6 | 23,3  | 24,1  | 24,3 | 24,0 | 23,3  | 22,6  | 21,8 | 20,7 | ⌀ | 22,4    |
|                       |      |      |      |      |       |       |      |      |       |       |      |      |   |         |
| Niederschlag (mm)     | 30,4 | 29,3 | 45,1 | 64,1 | 168,5 | 129,5 | 38,1 | 65,1 | 143,7 | 184,9 | 75,6 | 44,4 | Σ | 1.018,7 |
|                       |      |      |      |      |       |       |      |      |       |       |      |      |   |         |
| Regentage (d)         | 3,7  | 3,2  | 3,9  | 6,1  | 10,6  | 8,2   | 3,8  | 5,1  | 8,8   | 10,6  | 4,8  | 2,4  | Σ | 71,2    |

| 20,3 |

| 20,7 |

| 21,6 |

| 22,6 |

| 23,3 |

| 24,1 |

| 24,3 |

| 24,0 |

| 23,3 |

| 22,6 |

| 21,8 |

| 20,7 |

| 20,3 |

| 20,7 |

| 21,6 |

| 22,6 |

| 23,3 |

| 24,1 |

| 24,3 |

| 24,0 |

| 23,3 |

| 22,6 |

| 21,8 |

| 20,7 |

## Geschichte
Vor seiner Entdeckung durch Europäer gehörte das Gebiet zum Stammesfürstentum Jaragua der Taíno-Indianer und wurde von Bohechío regiert. Der heutige Name der Provinz und Stadt leitet sich vom Nachnamen der ersten Spanier ab, die in das Gebiet kamen. Einige dieser Spanier stammten aus der Stadt Baraona in Kastilien und León und benannten die Gegend zu Ehren ihrer Heimatstadt. Francisco de Barahona, Gabriel Barahona, Luis de Barahona und Juan de Barahona kamen in den 1490er Jahren auf den ersten beiden Reisen von Christoph Kolumbus an. Die Spanier breiteten sich im gesamten Gebiet aus und benannten weitere Orte.
Der Bau der Siedlung Barahona im damaligen Distrikt Neiba begann 1802 auf Befehl von General Toussaint Louverture, sie diente als Militärposten der Provinz Azua. Auch nach der Unabhängigkeit der Nation im Jahr 1844 blieb der Militärposten. Im Jahr 1858 wurde Barahona in den Rang einer Gemeinde erhoben. Als die Provinz 1881 gegründet wurde, wurde Barahona zu ihrer Hauptgemeinde. 1907 wurden die territorialen Bezeichnungen Kantone und Seebezirke abgeschafft und durch die Begriffe Kommunen bzw. Provinzen ersetzt, während Barahona im selben Jahr in diese Kategorie aufgenommen wurde.
Die als „El Salvador“ bekannte revolutionäre Bewegung wurde in Barahona von kubanischen Radikalen mit dem Ziel gegründet, finanzielle Mittel zu mobilisieren, um die Unabhängigkeitsbewegung Kubas von Spanien zu unterstützen. Der dominikanische Präsident Ulises Heureaux stellte kubanischen Patrioten Geld und Waffen zur Verfügung, und von den Küste bei Barahona wurden Waffen nach Kuba gebracht.
Zwischen 1916 und 1924 beeinflusste die amerikanische Präsenz in der Provinz den Zuckerrohranbau und den Bau von Haciendas. 1927 wurde in Barahona die erste Fluggesellschaft der Karibik gegründet, Verbindungen gab es nach Santa Cruz de Mao, Santo Domingo, San Juan in Puerto Rico und Port-au-Prince in Haiti.

## Söhne und Töchter der Stadt
- María Montez (1912–1951), Schauspielerin
- Casandra Damirón (1919–1983), Sängerin
- Ramón Oviedo (1924–2015), Maler
- Aníbal de Peña (1933–2023), Sänger, Pianist und Komponist
- Luis Alfredo Torres (1935–1992), Lyriker, Journalist und Kritiker
- Milton Peláez (1945–2006), Rockmusiker, Komponist und Komiker
- Teresa Pérez Frangie (* 1946), Sängerin
- Augusto Sánchez (* 1983), Radrennfahrer
- Lidio Féliz (* 1997), Sprinter